# Emil Ziehl

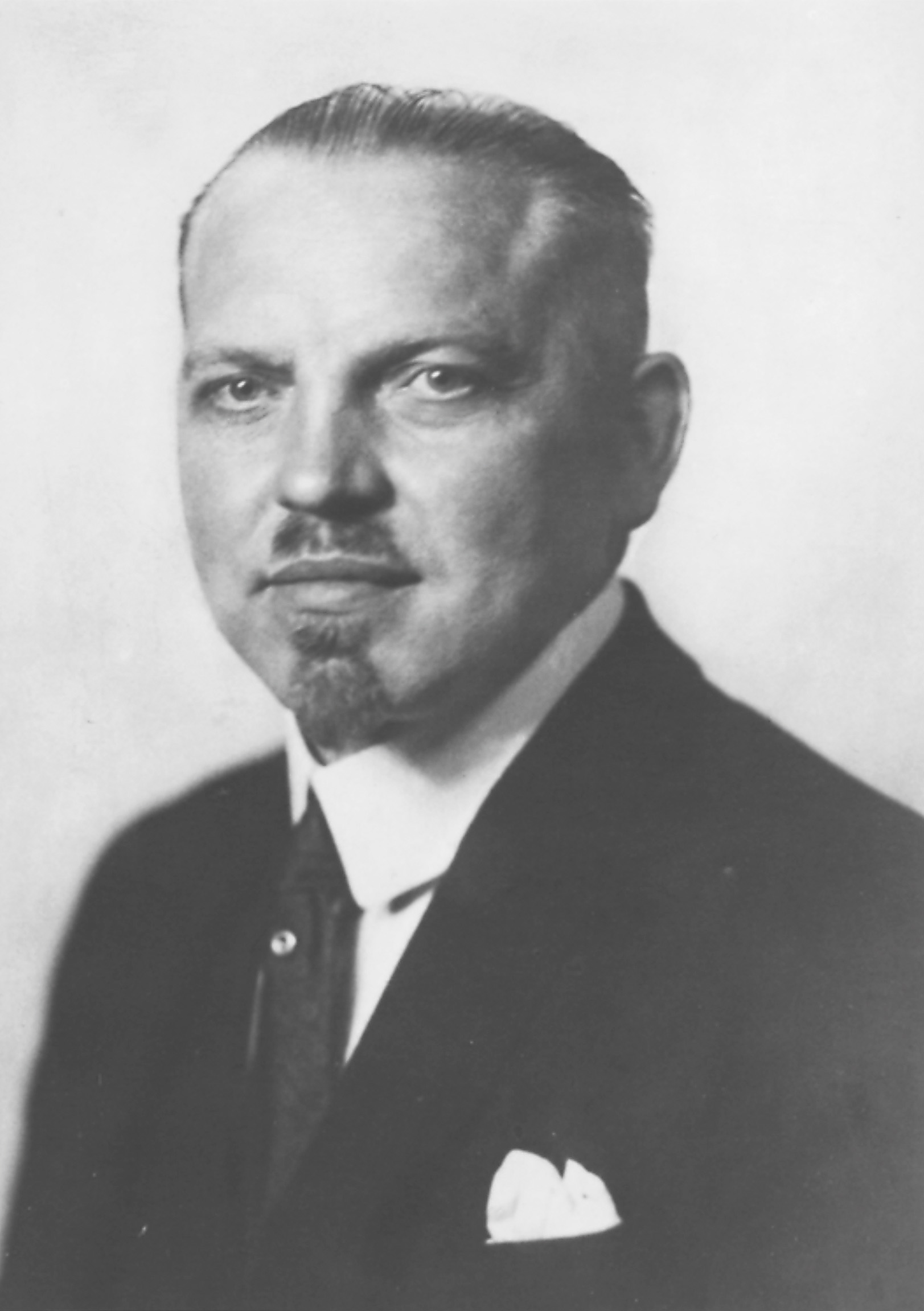
Emil Ziehl

Unterschrift von Emil Ziehl

Emil Ziehl (* 1873; † 1. Juni 1939) war ein deutscher Ingenieur und Unternehmer. Er war der Gründer des Unternehmens und Elektromotoren-Herstellers Ziehl-Abegg.

## Werdegang
Emil Ziehl wuchs mit fünf weiteren Geschwistern in der Huf- und Wagenschmiede seines Vaters in Brandenburg auf und sollte eine Lehre im Familienbetrieb machen. Aufgrund seines Zeichentalents überzeugte sein Klassenlehrer den Vater, dass er die Rackowsche Zeichenschule in Brandenburg besuchen soll. Danach besuchte er die Technische Hochschule.
Auf Empfehlung seines Professor begann er als Konstrukteur bei der AEG. In der Entwicklung von Elektromotoren leistete er Pionierarbeit bei der Messung und Prüfung von Generatoren. 1897 wechselte er zur Berliner Maschinenbau AG, für die er den ersten elektrisch betriebenen Kreisel in kardanischer Aufhängung und damit auch den ersten Außenläufermotor entwickelte. Das deutsche Patent wurde ihm 1904 erteilt, ein US-Patent bereits am  27. November 1900.
1909 erwarb Ziehl die Rolandwerke in Berlin-Weißensee.
Mit dem Schweizer Geldgeber Eduard Abegg gründete er am 2. Januar oder Juni 1910 das Unternehmen Ziehl-Abegg. Ziehl hatte große Hoffnungen in Abegg gesetzt, der für das Unternehmen Windkraftanlagen entwickeln sollte. Nachdem ihr Firmenlogo bereits in Umlauf war, stellte sich heraus, dass Abegg die versprochenen Finanzmittel nicht aufbringen konnte und das eingebrachte Windmotorenpatent untauglich war. Abegg schied noch im gleichen Jahr aus.

## Familie
Emil Ziehl hatte drei Töchter und zwei Söhne. Der ältere Sohn, Günther Ziehl, wurde am 5. September 1913 geboren. Der jüngere, 1917 geborene Heinz Ziehl wurde später geschäftsführender Gesellschafter der Ziehl-Abegg GmbH & Co. KG. in Künzelsau und 1981 Präsident der IHK Heilbronn. Günther Ziehl begann 1935 sein Studium an der Technischen Hochschule Berlin und führte das väterliche Unternehmen später weiter.

## Ehrungen
Die Gemeinde Schöntal würdigte das Wirken von Emil Ziehl im Jahr 2015 mit dem Straßennamen Emil-Ziehl-Straße. Die Straße ist im Teilort Bieringen, wo sich ein Produktionswerk von Ziehl-Abegg befindet. Das neue Straßenschild wurde anlässlich der Feierlichkeiten zu 50 Jahre Produktion von Ziehl-Abegg am Standort Schöntal-Bieringen von Bürgermeisterin Patrizia Filz an den Enkel Emil Ziehls, Uwe Ziehl, überreicht.

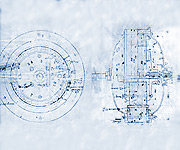
Erste Konstruktionszeichnung eines Außenläufermotors
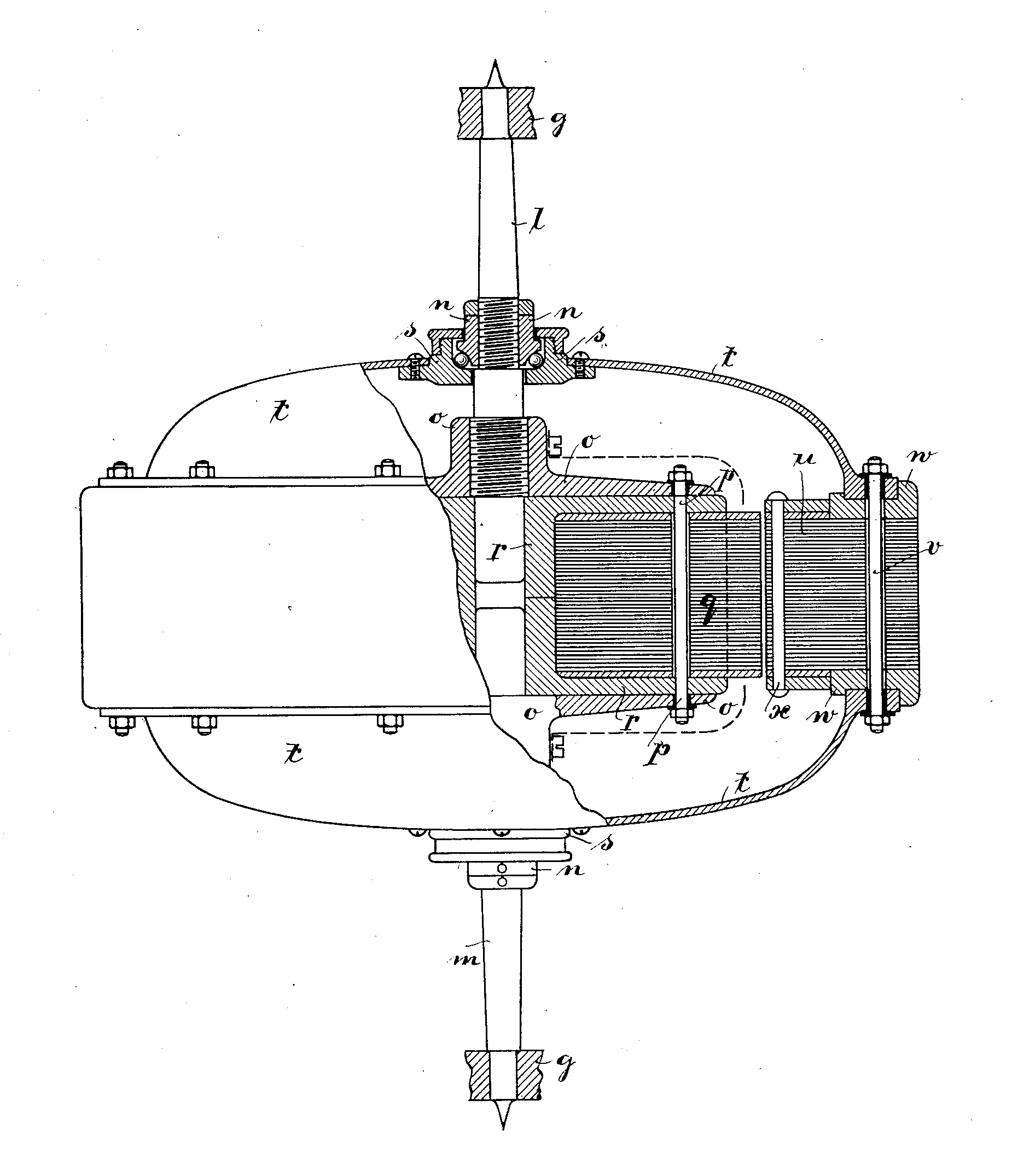
Zeichnung des Außenläufers aus US-Patent US662484 A